# 小行星3977
小行星3977（英語：3977 Maxine）是一颗围绕太阳公转的小行星。1983年6月14日，卡羅琳·舒梅克在帕洛马山发现了此天体。
这颗小行星的绝对星等为73.79096等。